# Tauró gris
El tauró gris (Carcharhinus plumbeus) és una espècie de peix cartilaginós de la família dels carcarínids i de l'ordre dels carcariniformes.

## Morfologia

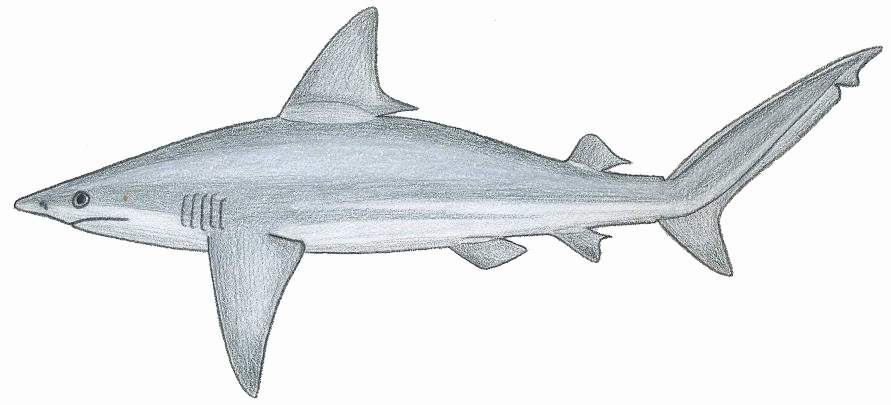
Tauró gris.

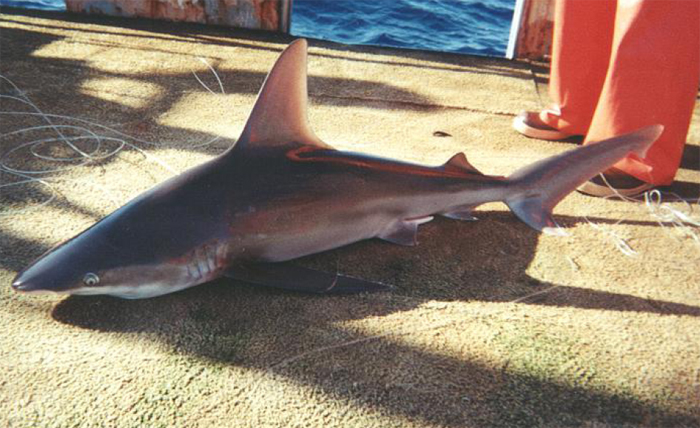
Un tauró gris trobat a l'Atlàntic.

És un dels més grans taurons costaners del món, i està estretament relacionat amb el tauró fosc, i el tauró camús. La seva aleta dorsal és triangular i molt alta. Aquest tauró té el musell arrodonit, que són més curts que el morro del tauró mitjà. Les seves dents superiors tenen en general les cúspides irregulars amb vores esmolades. La seva segona aleta dorsal i aleta anal són a prop de la mateixa altura. Les femelles poden arribar als 2/2.5 m, els mascles fins a 1,8 m. El seu color pot variar d'un blavós a un gris marró amb una de bronze, amb una superfície inferior blanc o groc pàl·lid. Els taurons grisos neden sols o es reuneixen en grups segregats pel sexe, que varien en grandària. El tauró gris es troba comunament en fons fangosos o sorrencs en aigües costaneres poc profundes com ara badies, estuaris, ports, o les desembocadures dels rius, però també neda en aigües més profundes (200 metres o més), així com zones d'intermareal. Els taurons grisos es troben en aigües tropicals i temperades de tot el món, a l'oest de l'Atlàntic, que van des de Massachusetts fins al Brasil. Els joves són comuns i abundants a la part baixa de la Badia de Chesapeake, i les zones de cria es troben en la Badia de Delaware a Carolina del Sud. Altres zones de cria inclouen boncuk Bay a Marmaris, i Muğla a Turquia.
- Les femelles arriben als 2-2,5 m de longitud i els mascles als 2,5 m.[2]
- Pot arribar als 117,9 kg de pes
- Cos robust i allargat.
- Musell ample, arrodonit i una mica aixafat.
- Dues aletes dorsals; la primera, força triangular, bastant més gran que la segona.
- L'origen de la primera aleta dorsal, per sobre mateix de la inserció de les pectorals.
- Té cinc parells de fenedures branquials, la darrera situada per sobre de la pectoral.
- Color gris marronós al dors i blanc al ventre.
- El mascle madura entre els 131 i 178 cm. La femella entre els 144 i 183 cm.

## Alimentació
Mostra preferència per agafar preses de mida petita i d'hàbits bentònics. Menja palaia, bruixa, rèmol, llenguado, corball, anguila, llissa, llobarro, pop i llagosta.

## Hàbitat
Viu en aigües tropicals i temperades.

## Distribució geogràfica
Es troba a l'oest de l'Atlàntic (des del sud de Massachusetts fins a l'Argentina, incloent-hi el Golf de Mèxic, les Bahames, Cuba i el Carib), a l'Atlàntic oriental (des de Portugal fins a la República Democràtica del Congo, incloent-hi la mar Mediterrània), al Mar Roig, al Golf Pèrsic, des de l'Àfrica oriental fins a les Hawaii, a les Illes Revillagigedo i a les Illes Galápagos.

## Interès pesquer
- Espècie sense interès comercial a les costes catalanes per la poca freqüència d'aparició.
- Es pesca amb palangre.
- Es podria aprofitar la carn, les aletes, el fetge i les mandíbules.
- Els pescadors esportius en fan algunes captures.